# Nabil Kirame
Nabil Kirame (né le 1er mai 1982) est un athlète marocain, spécialisé dans le lancer du disque. 

## Biographie
Il termine deux fois troisième des Championnats d'Afrique, en 2004 et en 2008. Il a été disqualifié des Championnats d'Afrique d'athlétisme 2006, où il avait également obtenu une médaille de bronze, après un contrôle positif au cannabis.

### Palmarès
| Date | Compétition            | Lieu        | Résultat | Épreuve | Performance |
| ---- | ---------------------- | ----------- | -------- | ------- | ----------- |
| 2004 | Championnats d'Afrique | Brazzaville | 3e       | Disque  | 47,76 m     |
| 2008 | Championnats d'Afrique | Addis Abeba | 3e       | Disque  | 52,99 m     |

#### National
3 titres : 2010, 2013, 2014.

### Records
| Épreuve          | Performance  | Lieu  | Date         |
| ---------------- | ------------ | ----- | ------------ |
| Lancer du disque | 59,37 m (NR) | Oujda | 24 juin 2007 |